# Trinh đằng ba mũi
Trinh đằng ba mũi (danh pháp khoa học: Parthenocissus tricuspidata), còn gọi là Trinh đằng ba chẽ,  Bà sơn hổ hoặc Ba tường hổ (爬墙虎),   là một loài thực vật hai lá mầm trong họ Nho. Loài này được (Siebold & Zucc.) Planch. miêu tả khoa học đầu tiên năm 1887.
Parthenocissus tricuspidata (từ tiếng Latinh: tri là ba, và cuspidatus là chĩa nhọn) có nguồn gốc từ Nhật Bản, Trung Quốc và Hàn Quốc, và phát triển mạnh trong các nơi bãi bồi, rừng ven sông và khu núi rừng hỗn hợp ẩm.
Parthenocissus tricuspidata là một loại cây leo và có thể leo lên bức tường thẳng đứng đạt độ cao trên 20 mét. Các tua râu (vòi) của lá dài khoảng 2–3 cm và có sáu đến mười móc dính bám vào mặt tường phía sau. Các lá thường có ba mũi nhọn và hiếm khi phân chia, dài  khoảng 10–20 cm, và đổi màu vào mùa thu sang màu đỏ tía. Hoa nở từ tháng Bảy đến tháng Tám, màu xanh lục và nở thành chùm. Cây kết quả mọng màu xanh-đen chín vào tháng Mười và có đường kính lên đến 8 mm, các loại trái này là không ăn được đối với con người.
Cùng với Parthenocissus quinquefolia (dây leo Trinh đằng năm lá), một số giống được sử dụng để bao phủ và trang trí tường xanh hoặc tường cây và phát triển mạnh, ngay cả ở các thành phố lớn.  Sử dụng này là thực sự quan trọng về kinh tế bởi vì theo che bức tường trong suốt mùa hè, nó có thể làm giảm đáng kể chi phí làm mát. Hiếm khi mọc hoang dã theo cách này, mặc dù những loài chim hót thường ăn hạt của cây này.

## Hình ảnh

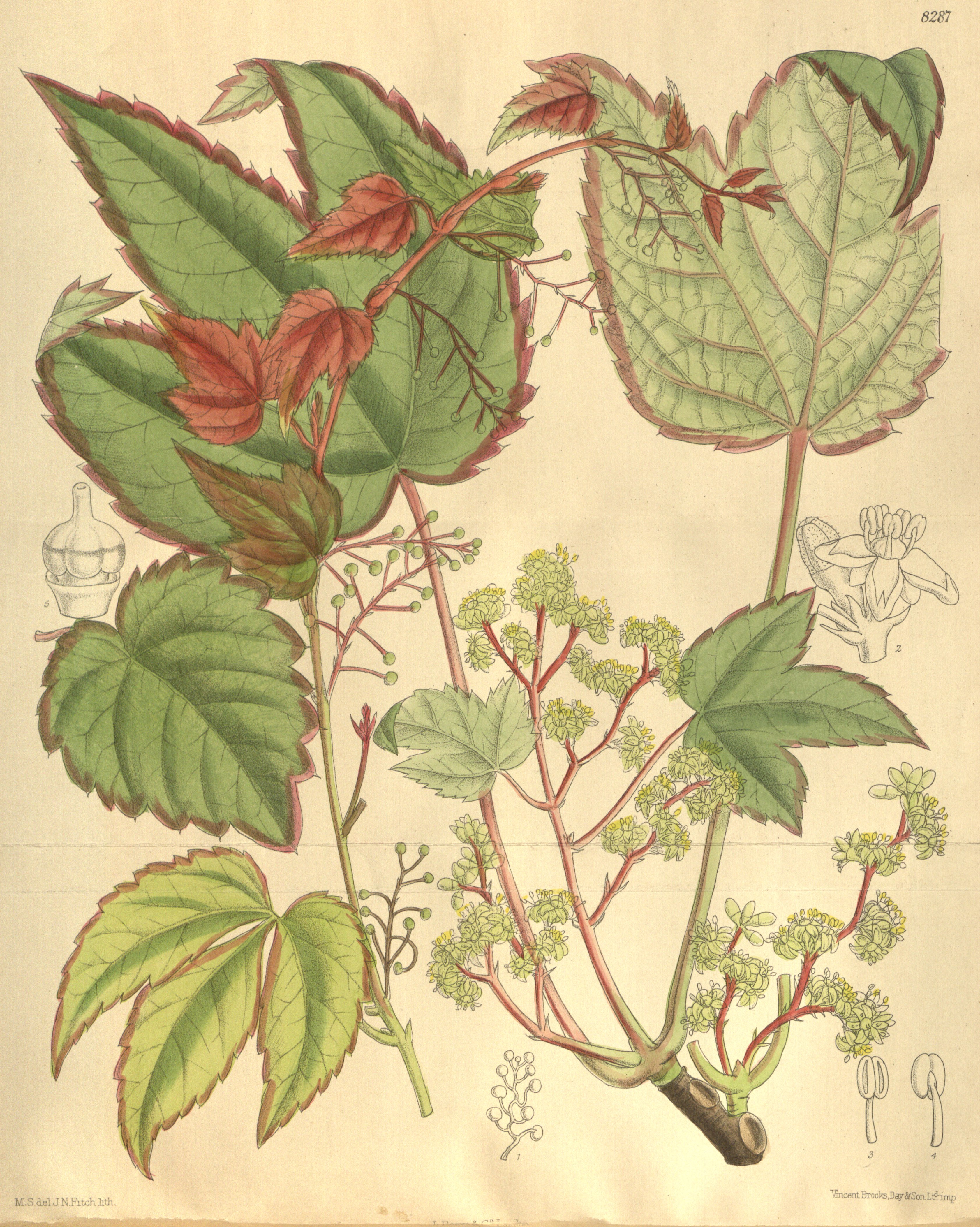
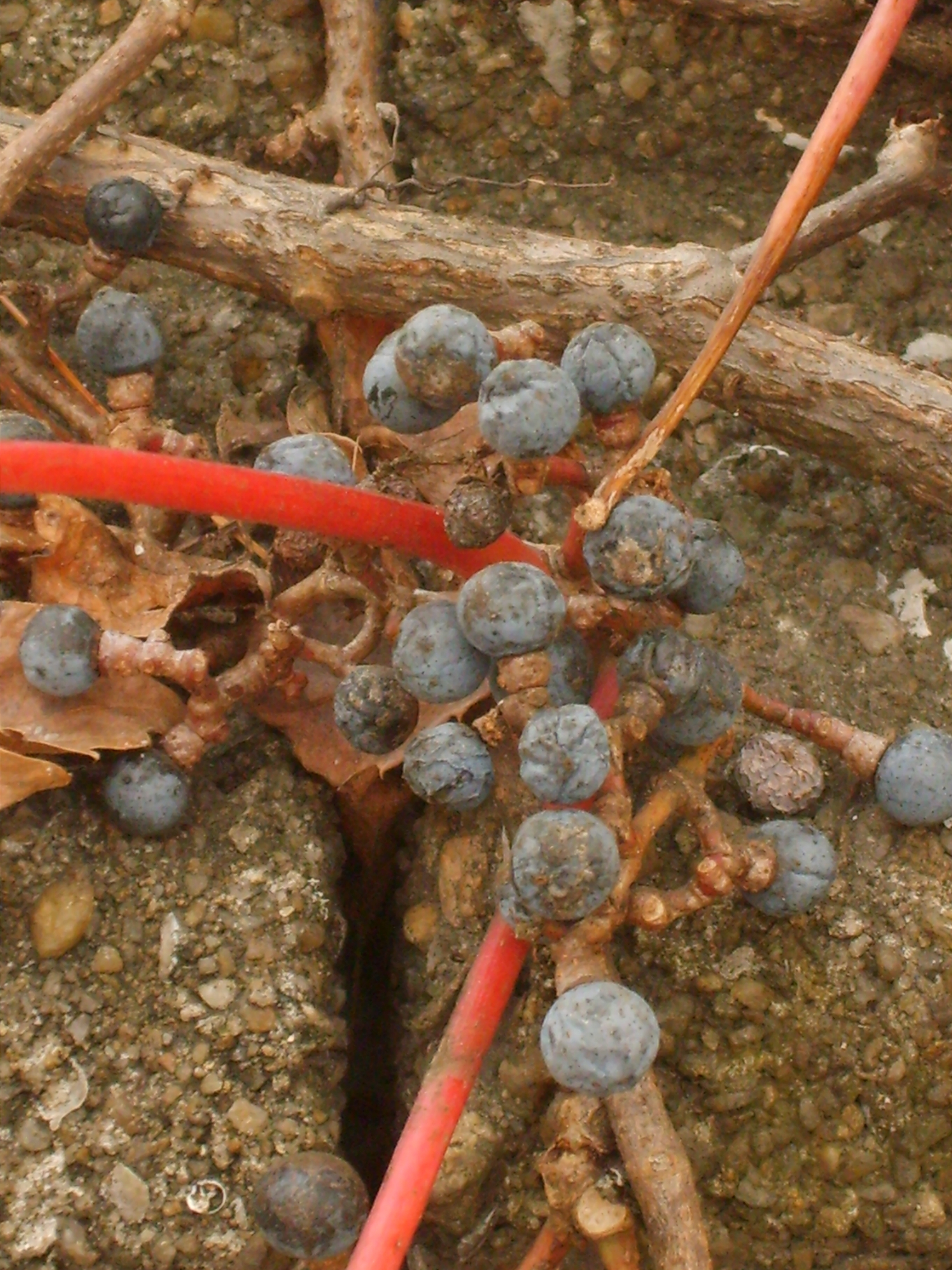
Kết trái
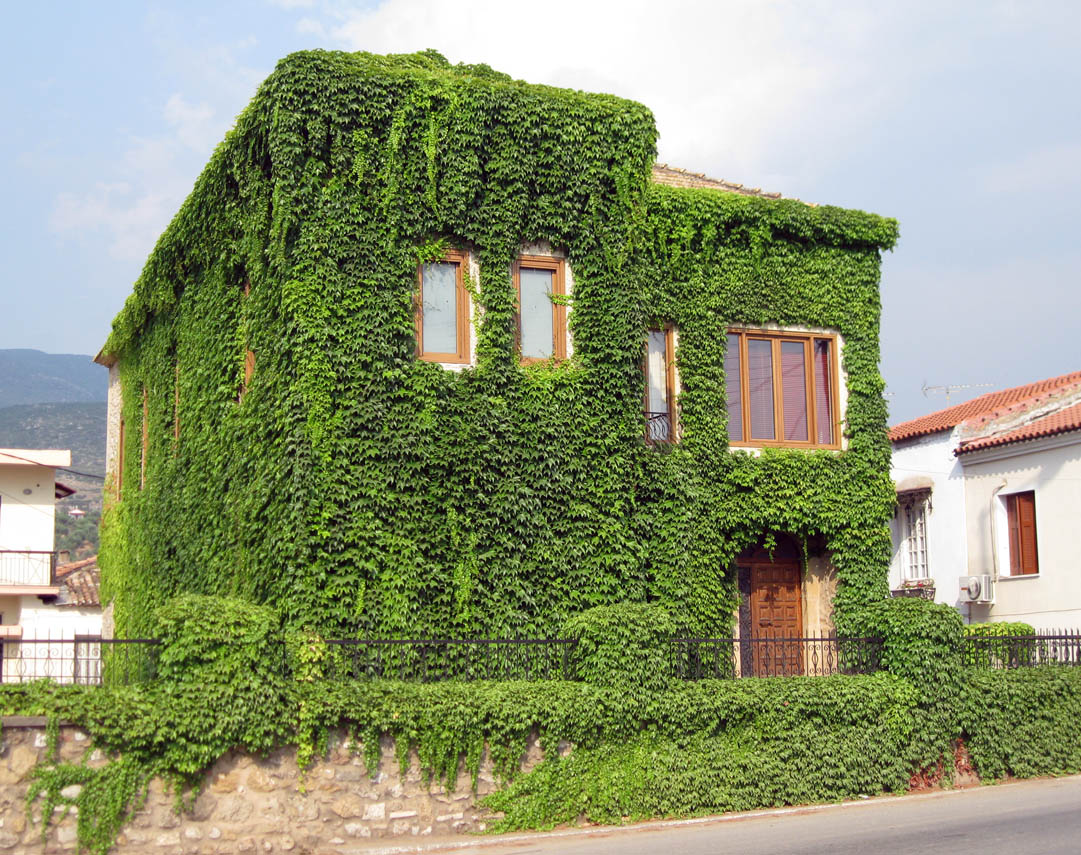
Phủ ngoài một ngôi nhà đá tại Kalamata
một tòa nhà ở Đại học Chicago
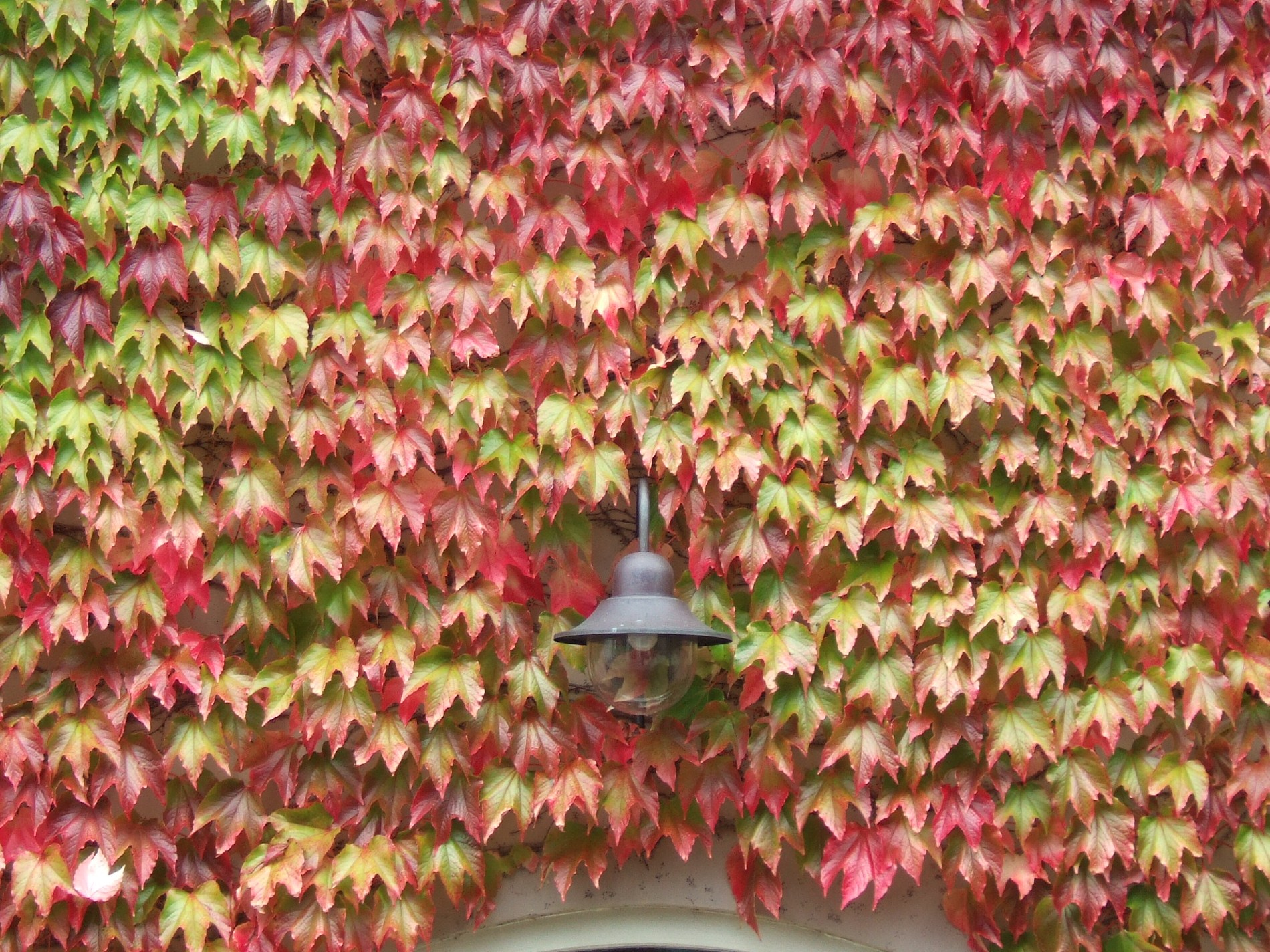
Lá đổi màu vào mùa thu
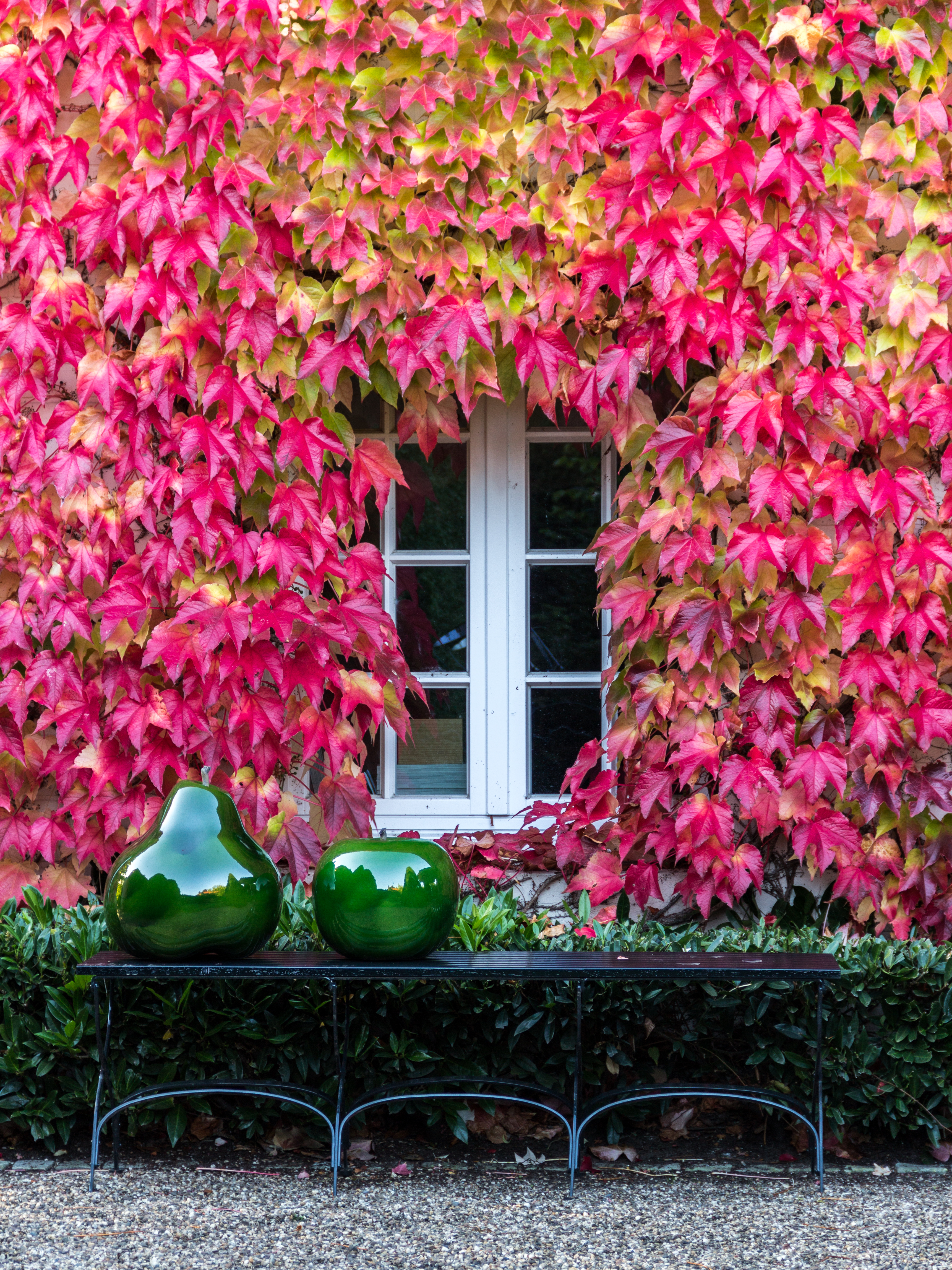
Bên ngoài cửa sổ một ngôi nhà cổ tại Dülmen vào mùa thu
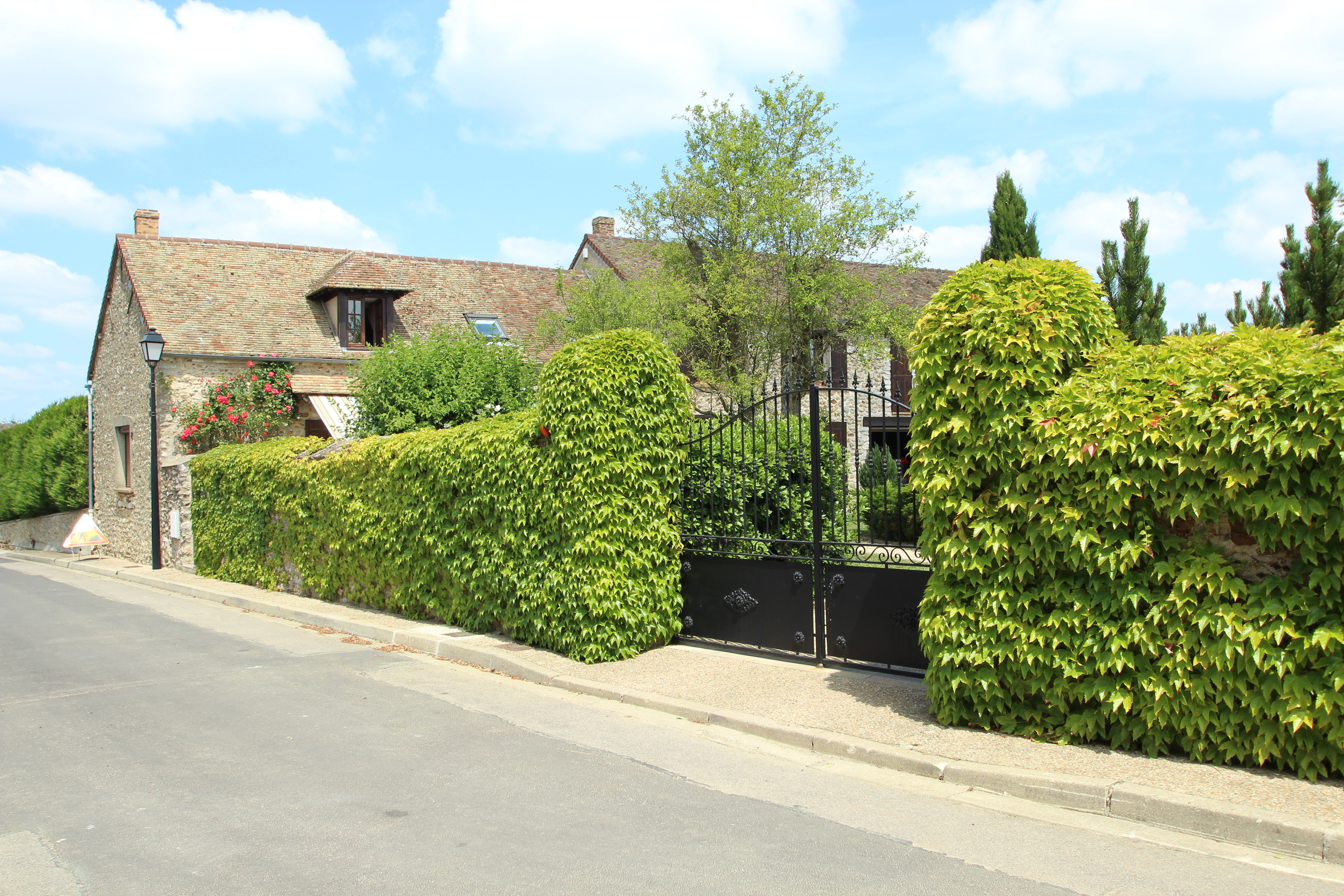
làm hàng rào
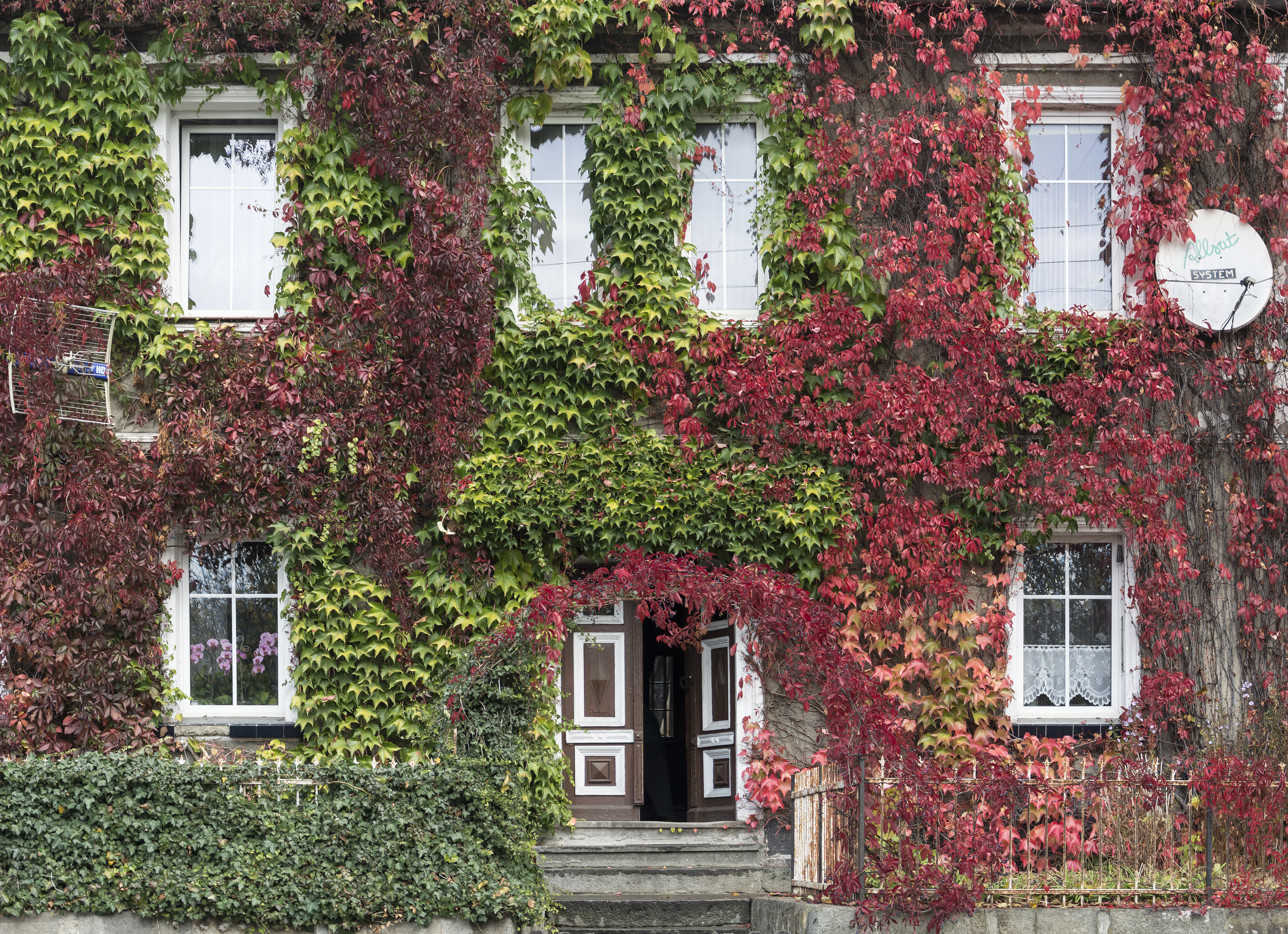
Ở Kłodzki, Ba Lan